# 쇼시 내친왕 (950년)
쇼시/마사코 내친왕 (일본어: 昌子 内親王 しょうし/まさこ ないしんのう[*], 덴랴쿠 4년 (950년) - 조호 원년 12월 1일 (1000년 1월 10일))은 제 63대 레이제이 천황의 황후이다. 스자쿠 천황의 황녀로, 어머니는 뇨고 키시/히로코 여왕이다.

## 생애

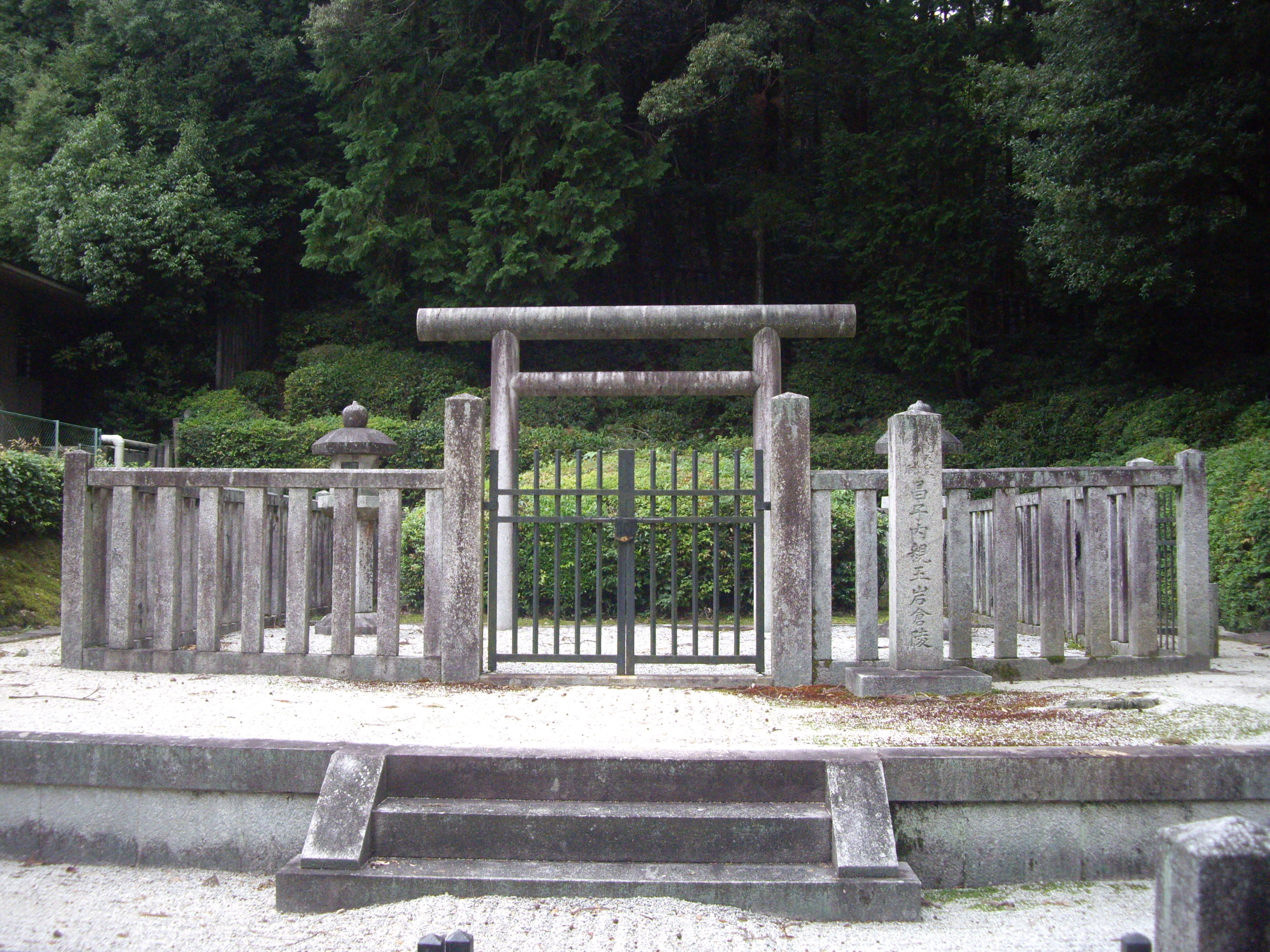
이와쿠라릉 (교토시 사쿄구)

아버지 스자쿠 천황의 양위 후인 덴랴쿠 4년 (950년)에 태어나, 같은 해 8월 10일에 내친왕 선하를 받았다. 어머니 기시/히로코 여왕은 그녀를 낳은지 얼마 안되어서 사망하였고, 아버지인 상황도 외동딸 쇼시 내친왕의 앞날을 걱정하면서 덴랴쿠 6년 (952년)에 30살의 나이로 붕어했다. 어려서 부모를 모두 잃은 쇼시 내친왕은 숙부인 무라카미 천황으로부터 극진한 비호를 받으며, 오와 원년 (961년) 12월 17일에 궁중 죠쿄덴에서 하츠코우가이(初笄, 일종의 성인식)를 행해, 천황의 친서에 의해 3품에 봉해졌다.
오와 3년 (963년) 2월, 14살의 나이로 황태자 노리히라 친왕의 동궁에 들어가, 고호 4년 (967년)에 친왕이 즉위함과 동시에 (레이제이 천황), 9월 4일, 황후에 책립되었다. 하지만, 천황은 즉위한지 얼마 되지 않은 2년만에 양위했다. 양위와 동시에, 8월 13일, 쇼시 내친왕도 히가시산조 (산죠호몬 남쪽, 타카쿠라 동쪽)로 옮겼다. 그 후, 쇼시 내친왕은 덴로쿠 4년 (973년) 7월 1일에 황태후, 간나 2년 (986년) 7월 5일에 태황태후로 높여졌다.
레이제이 천황에게 기행이 있었던 것, 또 자신에게 유력한 후견인이 부족했던 것으로 보아, 쇼시 내친왕은 섭가 출신의 뇨고들에게 겸손을 보이고, 다른 저택에서 보냈지만, 자질과 숙신으로 후비의 덕이 있다고 일컬어졌다. 또한 불교에 의존하는 마음이 깊었고, 에이간 3년 (985년) 2월에 키타이와쿠라야마 다이운지에 칸논인을 창건했다고 해서, 칸논인 태후(観音院太后)라고도 불렸다. 슬하에 자녀는 없고, 무라카미 천황의 황8자 나가히로 친왕을 양자로 삼았다.
쇼시 내친왕의 처소에는 엣츄노카미 타이라노 야스히라의 딸과 그의 딸인 이즈미 시키부가 섬기고 있었고, 또 만년에는 가인으로서 무라사키 시키부의 백부인 후지와라노 타메요리가 태황태후궁 대진을 맡고 있었다. 쇼시 내친왕의 와카도 『신고킨와카슈(新古今和歌集)』외에 다른 칙찬집에도 실려있다.
조호 원년 (999년) 3월 30일부터 병을 앓게 되었고, 12월 1일 새벽에 타치바나노 미치사다의 산조테이에서 용태가 급변해, 급히 출가했다. 그리고 향을 손에 쥐고 서쪽을 향해 "나무아미타불(南無阿弥陀仏)"이라 외치며 향년 50세의 나이로 사망했다. 12월 5일, 장례를 치렀다. 유언에 따라 산릉은 짓지 않았고, 칸논인에 묻혔다. 같은 이유로 기일을 나라의 기일로 삼지 않았다. 현재 존재하는 무덤은 교토부 교토시 사쿄구 이와쿠라 카미아구라초의 칸논인 터에 존재하는 이와쿠라릉으로, 메이지 17년 (1884년)에 정해졌다.